# Токіля
Токіля (рум. Tochilea) — село у повіті Бакеу в Румунії. Входить до складу комуни Рекітоаса.
Село розташоване на відстані 240 км на північний схід від Бухареста, 41 км на південний схід від Бакеу, 85 км на південь від Ясс, 118 км на північний захід від Галаца.

## Населення
За даними перепису населення 2002 року у селі проживали 205 осіб. Усі жителі села рідною мовою назвали румунську.
Національний склад населення села:
| Національність | Кількість осіб | Відсоток |
| -------------- | -------------- | -------- |
| румуни         | 198            | 96,6%    |
| цигани         | 7              | 3,4%     |